# Gare de Saint-Georges-d’Aurac
Gare de Saint-Georges-d’Aurac – stacja kolejowa w Mazeyrat-d'Allier, w departamencie Górna Loara, w regionie Owernia-Rodan-Alpy we Francji.
Została otwarta w 1866 przez Compagnie des chemins de fer de Paris à Lyon et à la Méditerranée (PLM). Jest stacją Société nationale des chemins de fer français (SNCF), obsługiwaną przez pociągi Intercités i TER Auvergne.